# Moje serce bije dla Loli
Moje serce bije dla Loli (hiszp. Mi Corazón Insiste… en Lola Volcán) – amerykańska telenowela z 2011 roku. Wyprodukowana przez wytwórnię Telemundo.
Telenowela była emitowana m.in. w Stanach Zjednoczonych przez kanał Telemundo.

## Wersja polska
W Polsce telenowela była emitowana od 16 maja 2016 do 24 listopada 2016 przez TV Puls. Autorką tekstu była Olga Krysiak. Lektorem serialu był Paweł Straszewski.

## Obsada
| Aktor             | Rola                                                             |
| ----------------- | ---------------------------------------------------------------- |
| Jencarlos Canela  | Andrés Suarez/Santacruz                                          |
| Carmen Villalobos | María Dolores „Lola” Volcán de Rugeles/de Ferrer (La Salamandra) |
| Angelica Maria    | Isabel „Chabela” Volcán                                          |
| Ana Layevska      | Débora Noriega de Santacruz                                      |
| Fabián Ríos       | Ángel Meléndez                                                   |
| Katie Barberi     | Victoria Noriega/„Vicky”                                         |
| Carlos Torres     | Rodrigo Suarez                                                   |
| Carolina Tejera   | Diana Mirabal                                                    |
| Roberto Mateos    | Tiberio Guzmán/Carlos González                                   |
| Rossana San Juan  | Soledad Volcán/„Solita”                                          |
| Gerardo Murguía   | Marcelo Santacruz                                                |
| Alejandro Suárez  | Diógenes Rugeles                                                 |
| Elluz Peraza      | Laura Palacios de Santacruz                                      |
| Augusto Di Paolo  | Apolo Ferrer                                                     |
| Freddy Viquez     | Agapito de la Hoya                                               |
| Liannet Borrego   | Verónica Alcása                                                  |
| Mauricio Hénao    | Daniel Santacruz                                                 |
| Carlos Ferro      | Camilo Andrade                                                   |
| Cynthia Olavarria | Sofia Palacios                                                   |
| Roberto Huicochea | Jose „Pepe” Linares                                              |
| Rubén Morales     | Ramón Noriega                                                    |
| Paloma Márquez    | Adela „Adelita” Linares                                          |
| Lino Martone      | Fulgencio López                                                  |
| Jeannette Lehr    | María Etelvina Rengifo                                           |

### Drugoplanowe role
| Aktor               | Rola                    |
| ------------------- | ----------------------- |
| Adrian Di Monte     | Papi                    |
| Adriana Oliveros    | Tamara                  |
| Carlos Anzalotta    | Pablo Barrientos        |
| Carlos Pítela       |                         |
| Charly Peña         |                         |
| Cristian Adrian     | Javier                  |
| Cyril Serrao        | Willy                   |
| Duvier Poviones     | Mike Mendez             |
| Eduardo Caprile     | Manuel Carrera          |
| Elioret Silva       | Dimas                   |
| Enrique Herrera     | Tom Velasquez           |
| Frank Guzmán        | Hugo                    |
| Gilberto Santa Rosa | Himself                 |
| Gladys Yañez        | Consuelo                |
| Guadalupe Hernandez | Weseslau                |
| Hector Alejanro     | Francisco Lopez Glen    |
| Helmy Lavezarri     | Dora                    |
| Hely Ferrigny       |                         |
| Jacqueline Marquez  | Jennifer Dupond         |
| Jorge Luis Portales | Jimmy                   |
| Juan Troya          | Dr. Carlos Medina       |
| Julio Torresoto     |                         |
| Laura Ferreti       | Elvira Duval            |
| Luis Arturo Ruiz    | Mario                   |
| Luke Grande         | Tito                    |
| Marina Catalán      |                         |
| Miguel Colon        | Miguel Martinez         |
| Monolo Coego Jr     | Dr. Ramiro Pantoja      |
| Nicolás Terán       | Carlos Mora             |
| Omar Fabel          | León Almeteros          |
| Omar Nassar         | Roberto Miraval „Bobby” |
| Orlando Casín       |                         |
| Oscar Diaz          |                         |
| Patricia Noguera    | Yolanda                 |
| Patricio Doren      | Mike Correa             |
| Ramon Morell        | Londoño                 |
| Raul Arietta        |                         |
| Reinaldo Cruz       | Felix Hernández         |
| Tamara Melian       | Rosa de Francia         |
| Vannessa Nevader    | Vanessa                 |
| Adela Morice        |                         |